# Carpet (album)
Carpet drugi je studijski album švedskog melodičnog death metal-sastava Ceremonial Oath. Diskografska kuća Black Sun Records objavila ga je 24. travnja 1995. Jedini je album sastava s pjevačem Andersom Fridénom. 

## Popis pjesama
Glazba: Ceremonial Oath i Jesper Strömblad, osim gdje je navedeno drugačije.
| 1.    | »The Day I Buried«                           | Markus Nordberg |                                | 6:06 |
| 2.    | »Dreamsong«                                  | Anders Iwers    |                                | 3:44 |
| 3.    | »Carpet«                                     | Iwers           |                                | 3:30 |
| 4.    | »The Shadowed End«                           | Tomas Lindberg  |                                | 3:16 |
| 5.    | »One of Us / Nightshade«                     | Lindberg        |                                | 3:54 |
| 6.    | »Immortalized«                               | Lindberg        | Ceremonial Oath, Oscar Dronjak | 3:48 |
| 7.    | »Hallowed Be Thy Name« (obrada Iron Maidena) | Steve Harris    | Harris                         | 6:46 |
| 31:04 |                                              |                 |                                |      |

## Osoblje
| Ceremonial Oath - Anders Fridén – vokal (1. – 3., 7. pjesma) - Anders Iwers – gitara - Mikael Andersson – gitara - Thomas Johansson – bas-gitara - Markus Nordberg – bubnjevi, fotografije Dodatni glazbenici - Tomas Lindberg – vokal (4. – 6. pjesma) | Ostalo osoblje - Patric Sundstom – grafički dizajn, umjetnički smjer, naslovnica - Fredrik Nordström – inženjer zvuka, miks - Håkan Bjurquist – inženjer zvuka, miks - Martin Stenberg – fotografije (uživo) - Johan Carlsson – inženjer zvuka, miks |